# Mistrzostwa Europy Juniorów w Boksie 2003
Mistrzostwa Europy juniorów w boksie 2003 − 18. edycja mistrzostw Europy juniorów. Rywalizacja miała miejsce w Warszawie. W turnieju mogli wziąć udział tylko zawodnicy z Europy. Rywalizacja odbywała się w 12. kategoriach wagowych a trwała od 22 do 30 sierpnia.

## Medaliści
| Kategoria wagowa              | Złoto               | Srebro              | Brąz                                |
| Waga papierowa (-48 kg)       | Pál Bedák           | Rafik Magerramov    | Sofiane Takoucht Vladimir Nikiforov |
| Waga musza (-51 kg)           | Artur Ganeyev       | Yakup Kılıç         | János Ráduly Marcel Schneider       |
| Waga kogucia (-54 kg)         | Maxim Tretyak       | Nikolay Bryzgalov   | Stephen Smith Ali Boğurcu           |
| Waga piórkowa (-57 kg)        | Adrian Alexandru    | Eduard Ambartsumyan | Frankie Gavin Edgar Manukyan        |
| Waga lekka (-60 kg)           | Anton Alexeyev      | Evgeniy Kosmatov    | Sedat Taşçı John O'Donnell          |
| Waga lekkopółśrednia (-64 kg) | David Tabatadze     | Grzegorz Proksa     | David Arustamyan Adem Bozkurt       |
| Waga półśrednia (-69 kg)      | Zaurbek Bajsangurow | Rakhib Beylarov     | Robert Blažo Sergey Derevyanchenko  |
| Waga średnia (-75 kg)         | Jegor Miechoncew    | Elnur Gadirov       | Tony Jeffries Petrișor Gănănău      |
| Waga półciężka (-81 kg)       | Igor Michałkin      | Vitaliy Belashov    | Nils Arne Morka Benjamin Schmidt    |
| Waga ciężka (-91 kg)          | Evgeniy Romanov     | Plamen Nedyalkov    | Piotr Załoga Wjaczesław Hłazkow     |
| Waga super ciężka (+91 kg)    | David Arshba        | Georgel Gavril      | Nelson Hysa Sergey Voronov          |